# Berlin Recycling Volleys
Maillots
Le Berlin Recycling Volleys est un club de volley-ball allemand, section du club omnisports SCC Berlin, localisé dans le quartier de Westend, dans l'arrondissement de Charlottenburg-Wilmersdorf, à Berlin.

## Palmarès
- Championnat d'Allemagne (10)
  - Vainqueur : 1993, 2003, 2004, 2012, 2013, 2014, 2016, 2017, 2018, 2019

- Coupe d'Allemagne (5)
  - Vainqueur : 1994, 1996, 2000, 2016, 2020

- Coupe de la CEV (1)
  - Vainqueur : 2016

## Entraîneurs
- 1992-1995 :  Olaf Kortmann
- 2001-2005 : / Mirko Culic
- 2005-2009 :  Michael Warm
- 2009-2010 :  Andrej Urnaut
- 2010-2015 :  Mark Lebedew
- 2015-2017 :  Roberto Serniotti
- 2017-février 2018 :  Luke Reynolds
- Février 2018-2018 :  Stelian Moculescu
- 2018- :  Cédric Enard

## Effectifs

### Saison 2013-2014
| No                                                                                  | Nom                                                                                 | Date de naissance                                                                   | Taille                       | Poids                        | Poste                        |
| ----------------------------------------------------------------------------------- | ----------------------------------------------------------------------------------- | ----------------------------------------------------------------------------------- | ---------------------------- | ---------------------------- | ---------------------------- |
| 1                                                                                   | Scott Touzinsky                                                                     | 22 avril 1982                                                                       | 200                          | 91                           | Réceptionneur-attaquant      |
| 2                                                                                   | Kawika Shoji                                                                        | 11 novembre 1987                                                                    | 190                          | 79                           | Passeur                      |
| 3                                                                                   | Robert Kromm                                                                        | 9 mars 1984                                                                         | 212                          | 92                           | Réceptionneur-attaquant      |
| 4                                                                                   | Aleksandar Spirovski                                                                | 16 août 1978                                                                        | 203                          | 97                           | Attaquant                    |
| 6                                                                                   | Felix Fischer                                                                       | 27 février 1983                                                                     | 203                          | 90                           | Central                      |
| 7                                                                                   | Roko Sikirič                                                                        | 22 août 1981                                                                        | 196                          | 88                           | Réceptionneur-attaquant      |
| 10                                                                                  | Sebastian Kühner                                                                    | 15 mars 1987                                                                        | 203                          | 95                           | Passeur                      |
| 11                                                                                  | Martin Kryštof                                                                      | 11 octobre 1982                                                                     | 179                          | 74                           | Libero                       |
| 12                                                                                  | Paul Carroll                                                                        | 16 mai 1986                                                                         | 207                          | 98                           | Attaquant                    |
| 13                                                                                  | Florian Hecht                                                                       | 30 mai 1993                                                                         | 199                          | 85                           | Central                      |
| 14                                                                                  | Tomáš Kmeť                                                                          | 1er décembre 1981                                                                   | 202                          | 97                           | Central                      |
| 15                                                                                  | Ruben Schott                                                                        | 8 juillet 1994                                                                      | 192                          | 85                           | Réceptionneur-attaquant      |
| 17                                                                                  | Srećko Lisinač                                                                      | 17 mai 1992                                                                         | 205                          | 79                           | Central                      |
|                                                                                     |                                                                                     |                                                                                     |                              |                              |                              |
| Encadrement technique                                                               | Encadrement technique                                                               |                                                                                     | Légende                      | Légende                      | Légende                      |
| Entraîneur : Mark Lebedew                                                           | Entraîneur : Mark Lebedew                                                           | Entraîneur : Mark Lebedew                                                           | : Capitaine                  | : Capitaine                  | : Capitaine                  |
| Entraîneur(s) adjoint(s) : Manuel Müller Entraîneur(s) adjoint(s) : Eric Wunderlich | Entraîneur(s) adjoint(s) : Manuel Müller Entraîneur(s) adjoint(s) : Eric Wunderlich | Entraîneur(s) adjoint(s) : Manuel Müller Entraîneur(s) adjoint(s) : Eric Wunderlich | : Joueur blessé actuellement | : Joueur blessé actuellement | : Joueur blessé actuellement |

| Équipe type : Berlin Recycling Volleys                                                                   |
| \| Shoji · # 2 Touzinsky · # 1 Fischer · # 6 Carroll · # 12 Kromm · # 3 Lisinač · # 17 Kryštof · # 11 \| |
| Shoji · # 2 Touzinsky · # 1 Fischer · # 6 Carroll · # 12 Kromm · # 3 Lisinač · # 17 Kryštof · # 11       |

| Shoji · # 2 Touzinsky · # 1 Fischer · # 6 Carroll · # 12 Kromm · # 3 Lisinač · # 17 Kryštof · # 11 |

## Joueurs majeurs
- Árpád Baróti  Hongrie (attaquant, 2,06 m)
- Anton Brehme  Allemagne (central, 2,07 m)
- Nisse Huttunen  Finlande (libéro, 1,89 m)
- Robert Kromm  Allemagne (pointu, 2,11 m)
- Marco Liefke  Allemagne (pointu, 2,09 m)
- Matti Ollikainen  Finlande (réceptionneur-attaquant, 1,95 m)